# Vojenské lesy a statky ČR
Vojenské lesy a statky ČR, s.p. (VLS) je státní podnik, který je účelovou organizací založenou Ministerstvem obrany České republiky. Hospodaří na státních pozemcích jak v existujících vojenských újezdech, tak i v některých zrušených vojenských prostorech, například ralském.

## Základní údaje
Spravuje asi 1260 km² lesní půdy, což zahrnuje asi 5 % lesní půdy v České republice. Dále spravuje asi 70 km² zemědělské půdy a zabývá se též myslivostí a rybářstvím.
Ředitelství sídlí v Praze 6, Pod Juliskou 5. VLS je rozdělena na 6 divizí (Hořovice, Horní Planá, Karlovy Vary, Mimoň, Plumlov, Lipník nad Bečvou), ty se dále člení na lesní správy.
Od listopadu 1997 je zapsán pod názvem „Vojenské lesy a statky ČR, s.p.“, předtím od června 1993 byl zapsán jako „VOJENSKÉ LESY A STATKY ČR“, od května 1991 jako „VOJENSKÉ LESY A STATKY, státní podnik Praha“, původně od 30. června 1989 jako „VOJENSKÉ LESY A STATKY - KONCERN, STÁTNÍ PODNIK“. Původně bylo jako zakladatel uvedeno Federální ministerstvo národní obrany, na české ministerstvo byl tento údaj v obchodním rejstříku upraven až v listopadu 1997. Jako datum vzniku je uveden 1. červenec 1989.
Podnik měl až do začátku roku 1993 zřízeny odštěpné závody Malacky („Vojenské lesy a majetky, koncernový podnik, MALACKY“, od roku 1991 „Vojenské lesy a majetky, odštěpný závod, MALACKY“), Pliešovce, Kežmarok, Kamenica nad Cirochou, Sušice, Hořovice, Horní Planá, Velichov, Mimoň, Plumlov, Lipník nad Bečvou, a Ústav pro hospodářskou úpravu vojenských lesů a statků, koncernová účelová organizace, OLOMOUC.

## Divize Mimoň
Tato divize dostala za úkol hospodařit na území Vojenského výcvikového prostu VVP Ralsko a VVP Mladá, kde byl do roku 1991 výcvikový prostor armád, zejména z SSSR. Organizačně je tato divize členěna na čtyři Lesní správy: LS Břehyně, LS Dolní Krupá, LS Hamr a LS Lipník. Obhospodařuje 29 202 ha pozemků, z toho je 27 119 les, 234 ha vodních ploch, 216 ha zemědělského půdního fondu. Sídlo divize je v Mimoni V., v Nádražní ulici 115.